# Vindelns distrikt
Vindelns distrikt är ett distrikt i Vindelns kommun och Västerbottens län. Distriktet ligger i och omkring Vindeln i västra Västerbotten. 

## Tätorter och småorter
I Vindelns distrikt finns tre tätorter och fyra småorter.

### Tätorter
- Hällnäs
- Tvärålund
- Vindeln

### Småorter
- Bastuselet
- Granö
- Skivsjö
- Tegsnäset

## Tidigare administrativ tillhörighet
Distriktet inrättades 2016 och utgörs av en del av socknen Degerfors i Vindelns kommun
Området motsvarar den omfattning Vindelns församling hade 1999/2000 och fick 1962 efter utbrytning av Åmsele församling.